# Бандърма
Бандърма (на турски: Bandırma; на гръцки: Πάνορμος, Панормос) е град в Северозападна Турция, вилает Балъкесир, околия Бандърма, община Бандърма.

## География
Градът е разположен на брега на Мраморно море, за немалък район представлява важно търговско средище и пристанище.
Свързва се с автомобилни пътища с околните градски центрове: Балъкесир, Бурса, Чанаккале и други. Разполага и с железопътни връзки. Вилаетският център Балъкесир е на около 90 км южно, мегаполисът Истанбул отстои на около 100 км източно по море, на 100 км източно е Бурса, на югозток е Измир на 270 км, Чанаккале е на 170 км западно. Градът има военно летище.
Районът му е плодороден и предимно земеделски, в растениевъдството се отглеждат доста жърнени култури, в животновъдството са развити овцевъдство, говедовъдство и др.

### Население
| Население по години | Население по години | Население по години | Население по години |
| ------------------- | ------------------- | ------------------- | ------------------- |
| година              | град                | села                | общо                |
| 2007                | 210248              | 18355               | 228603              |
| 2000                | 197419              | 23334               | 220753              |
| 1997                | 90719               |                     | 113000              |
| 1990                | 77444               | 25816               | 103260              |
| 1985                | 70200               |                     | 94000               |
| 1980                | 53497               |                     | 80000               |
| 1975                | 45700               |                     |                     |
| 1970                | 39521               |                     |                     |
| 1965                | 33200               |                     |                     |
| 1960                | 28800               |                     |                     |
| 1950                | 19500               |                     |                     |
| 1927                | 10981               |                     |                     |
| 1891                | 9100                |                     |                     |

## История
- XIII век: Градът е цитиран под името Панормос. Кръстоносците го владеят и го използват при нападенията си над византийците и племената от Мала Азия.
- XIV век: Завладян е от османците и е присъединен към тяхната държава.
- 1914 г.: Бандърма е един от изходните пунктове при изселването на малоазийските българи обратно в България.
- 1918 г.: В бандърма е изстрелян последният снаряд през Първата световна война.
- 1922 г.: По време на турската война за независимост, Бандърма е силно бомбардиран и разрушен.

## Побратимени градове
- Камен, Германия
- Мардин, Турция